# Giriyama Village Island
Giriyama Village Island är en ö i Kenya.   Den ligger i länet Kilifi, i den sydöstra delen av landet, 400 km öster om huvudstaden Nairobi.